# Intersnack
Intersnack Group GmbH & Co. KG er en tysk international producent af snacks med hovedkvarter i Düsseldorf. I Tyskland udgøres den primære drift af datterselskabet Intersnack Deutschland SE med hovedkvarter i Köln. Blandt de tyske mærker er: funny-frisch, Chio, Pom-Bär og ültje. Intersnack er ejet af koncernen Pfeifer & Langen. I 2019 havde Intersnack 12.500 ansatte og en årsomsætning på ca. 2,5 mia. euro.